# 夏は行ってしまった
「夏は行ってしまった」（なつはいってしまった）は、2012年8月8日に発売されたサニーデイ・サービス通算15作目のシングル。

## 解説
2000年リリースの前作「魔法」以来、12年ぶりのシングル。本作は2曲入りアナログ7インチ盤＋5曲入りCDという形態で曽我部恵一の自主レーベル“ROSE RECORDS”からのリリース。一般流通や店頭販売は行われず、2012年8月8日、恵比寿LIQUIDROOMで開催されたワンマン・ライブの会場限定でリリース。その後ROSE RECORDSオンライン・ショップにて、8月10日より数量限定で販売された。「夏は行ってしまった」は後に2014年リリースのアルバム『Sunny』に収録された。
オリジナル・ステッカー封入、アナログ盤はクリア・ヴィニール仕様。

## 7inch EP
全曲 作詞・作曲：曽我部恵一

### side A
1. 夏は行ってしまった

### side B
1. 2番目の罪

## CD
全曲 作詞・作曲：曽我部恵一
1. 夏は行ってしまった
2. 2番目の罪
3. 夏は行ってしまった inst.
4. 2番目の罪 inst.
5. 夏は行ってしまった chill outro
6. 2番目の罪 acappella

## クレジット
| 曽我部恵一 – vo, g                                    |
| 田中貴 – bass, cho                                    |
| 丸山晴茂 – dr, cho                                    |
|                                                       |
| recorded at city country city + studio rose           |
| painting : keiichi sokabe                             |
| rose staff : rota iwasaki, yuki mizukami, shiho konno |

## リリース日一覧
| 地域 | リリース日    | レーベル     | 規格                 | カタログ番号 | 備考                       |
| ---- | ------------- | ------------ | -------------------- | ------------ | -------------------------- |
| 日本 | 2012年8月8日  | ROSE RECORDS | 7inch EP+CD          | ROSE 138     |                            |
| 日本 | 2012年8月15日 | ROSE RECORDS | デジタルダウンロード | -            | 通常音質 (AAC 128/320kbps) |